# Данилов, Алексей Николаевич (Герой Социалистического Труда)
Алексей Николаевич Данилов (1925—2018) — советский передовик производства в системе общего машиностроения. Герой Социалистического Труда (1971).

## Биография
Родился 21 февраля 1925 года в селе Пелагиада, Шпаковского района Ставропольского края в крестьянской семье.
Окончил пять классов средней школы. С 1938 года начал работать в колхозе курьером, а с 1940 по 1943 годы — учётчиком и бригадиром.
27 января 1943 года призван в ряды Красной Армии. Участник Великой Отечественной войны. С 1943 года служил в составе 50-го армейского запасного стрелкового полка и после прохождения 3-месячной учёбы ему присвоили звание сержанта и направили в действующую армию — командиром отделения 2-й стрелковой роты 1177-го стрелкового полка 347-й стрелковой дивизии Южного фронта. Вскоре сержант А. Н. Данилов отличился, взяв 28 мая в плен «языка»-ефрейтора, за что 30 мая был награждён Медалью «За боевые заслуги».
26 июля 1943 года в ходе боёв А. Н. Данилов был тяжело ранен и отправлен в госпиталь. С 1944 года служил командиром отделения 3-й дорожно-строительной роты в 51-м отдельном дорожно-строительном батальоне 70-й армии 1-го Прибалтийского, 2-го Белорусского и 1-го Белорусского фронтов. Участвовал в Полесской наступательной операции. 18 сентября 1944 года за выполнение особо важного задания по восстановлению моста на Западной Украине сержант А. Н. Данилов был награждён Орденом Красной Звезды, званием старшего сержанта и был назначен старшиной роты. На заключительном этапе войны участвовал в освобождении Варшавы, взятии Берлина.
В 1946 года был демобилизован из Советской армии, и переехав в город Махарадзе Грузинской ССР, начал работать помощником машиниста и машинистом на местной шёлкомотальной фабрике.
С 1949 года переехал в город Харьков Украинской ССР и работал слесарем на котельносварочном заводе. С 1950 году начал работать электросварщиком на Харьковском заводе торгового оборудования Министерства общего машиностроения СССР.
26 июля 1966 года Указом Президиума Верховного Совета СССР «за выдающиеся успехи и по итогам семилетнего плана (1959—1965)» А. Н. Данилов был награждён Орденом Трудового Красного Знамени.
26 апреля 1971 года «закрытым» Указом Президиума Верховного Совета СССР «за выдающиеся заслуги в выполнении заданий пятилетнего плана» Алексей Николаевич Данилов был удостоен звания Героя Социалистического Труда с вручением Ордена Ленина и золотой медали «Серп и Молот».
В 1989 году вышел на заслуженный отдых. Проживал в Харькове.
Умер 29 августа 2018 года.

## Награды
- Медаль «Серп и Молот» (26.04.1971)
- Орден Ленина (26.04.1971)
- Орден Отечественной войны I степени (11.03.1985)
- Орден Красной Звезды (18.09.1944)
- Орден Трудового Красного Знамени (26.07.1966)
- Медаль «За боевые заслуги» (30.05.1943)